# Lackmuspapper

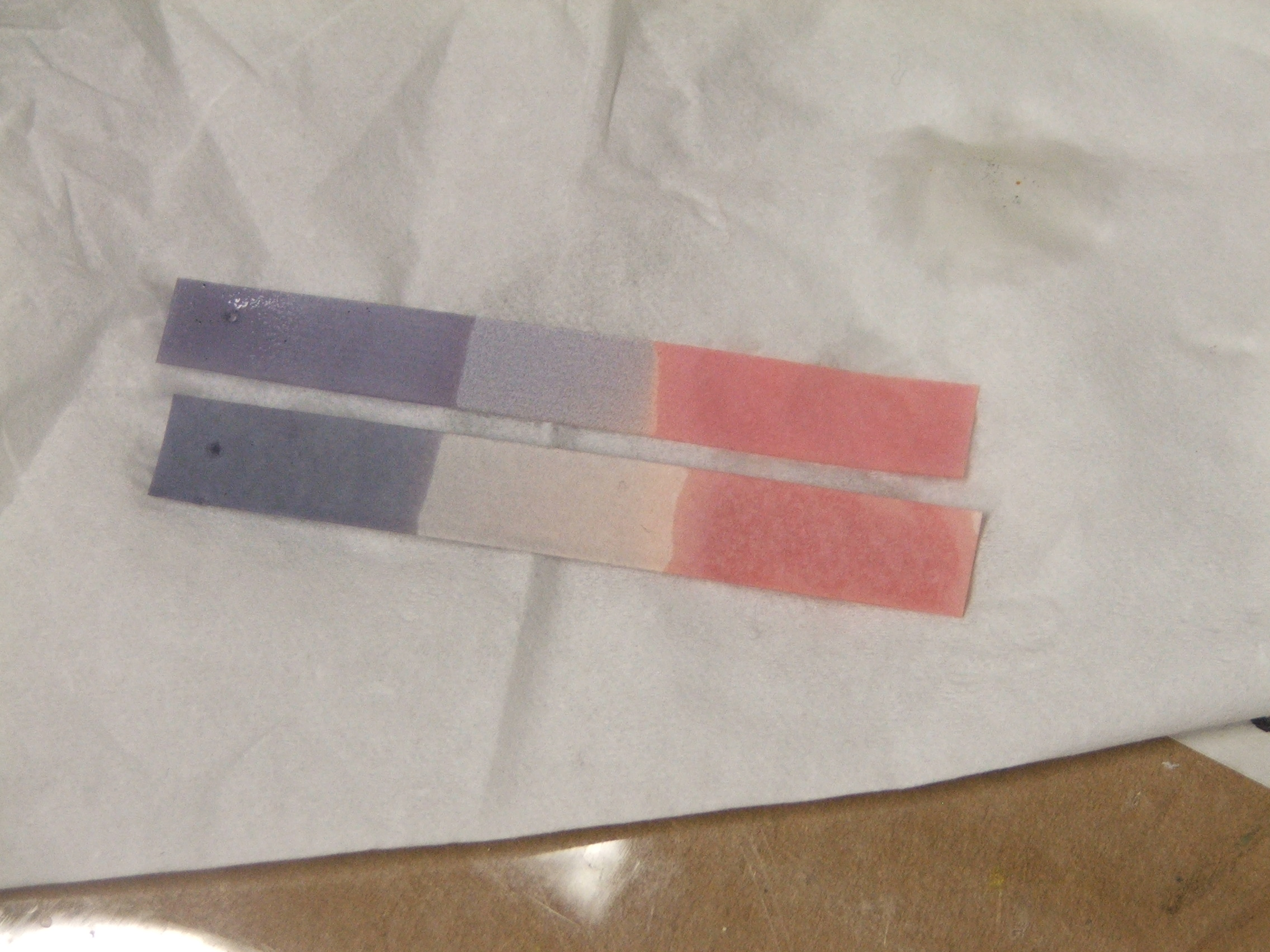
Användning av lackmuspapper

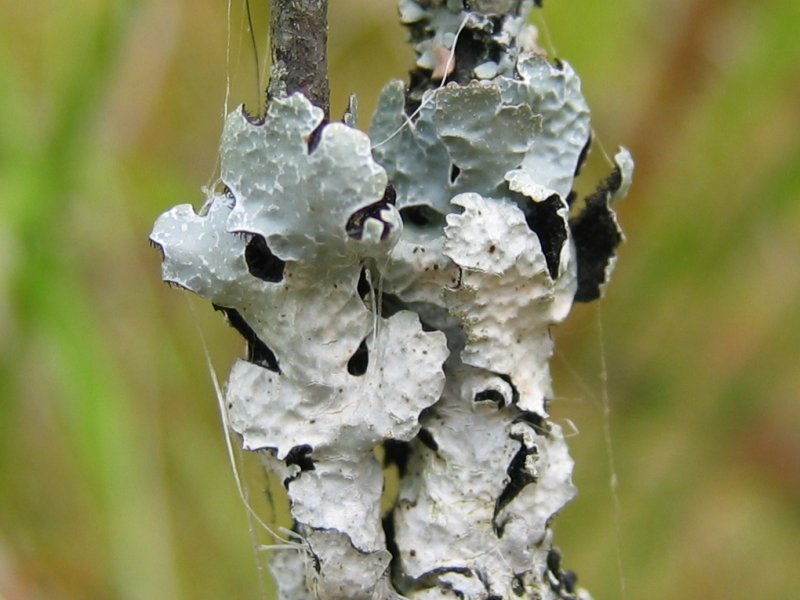
Lackmus framställs bland annat av skrynkellav (Parmelia sulcata)

Lackmuspapper är en pappersbit med ett vattenlösligt blåviolett färgämne – lackmus – framställd av särskilda lavar. Lackmus ändrar färg till rött under sura förhållanden och blått under basiska (alkaliska) förhållanden. Färgförändringen rött–blått sker successivt över spannet av pH 4,5–8,3 (vid 25 °C). Det är den äldsta formen av kemisk surhetsindikator.
Metaforiskt används ibland begreppet "lackmustest" för att ange ett klart och tydligt sätt att avgöra en fråga. Exempelvis använde Ronald Reagan frågan Roe v. Wade (abortfrågan) som ett lackmustest inför utnämningen av nya ledamöter till USA:s högsta domstol.